# Kannusjärvi
Kannusjärvi är en by i Övertorneå socken i Övertorneå kommun, belägen vid sjön Kannusjärvi. Grannbyar är Soukolojärvi och Siekasjärvi. 